# مقاطعة بارنستابل (ماساتشوستس)
مقاطعة بارنستابل هي مقاطعة في ماساتشوستس، بلغ عدد سكانها 215٬888  نسمة، في 2010، عاصمتها بارنستابل، تبلغ مساحتها 3٬382 كيلومتر مربع.

## الموقع
تشترك في الحدود مع:
- مقاطعة بليموث (ماساتشوستس)
- نانتوكيت
- مقاطعة دوكس.

## التقسيمات الإدارية
- بارنستابل.

## أعلام
- نيك كليمنتس
- تيموثي كولفيلد
- جون بي رايلي جونيور